# بروس كرودر
بروس كرودر هو لاعب هوكي جليد كندي، ولد في 25 مارس 1957 في إسيكس في كندا.

## وصلات خارجية
- بروس كرودر على موقع دوري الهوكي الوطني (الإنجليزية)
- بروس كرودر على موقع قاعة مشاهير الهوكي (لاعب أن.إتش.أل) (الإنجليزية)
- بروس كرودر على موقع EliteProspects.com (الإنجليزية)
- بروس كرودر على موقع HockeyDB.com (الإنجليزية)
- بروس كرودر على موقع Hockey-Reference.com (الإنجليزية)